# Kim Reynolds

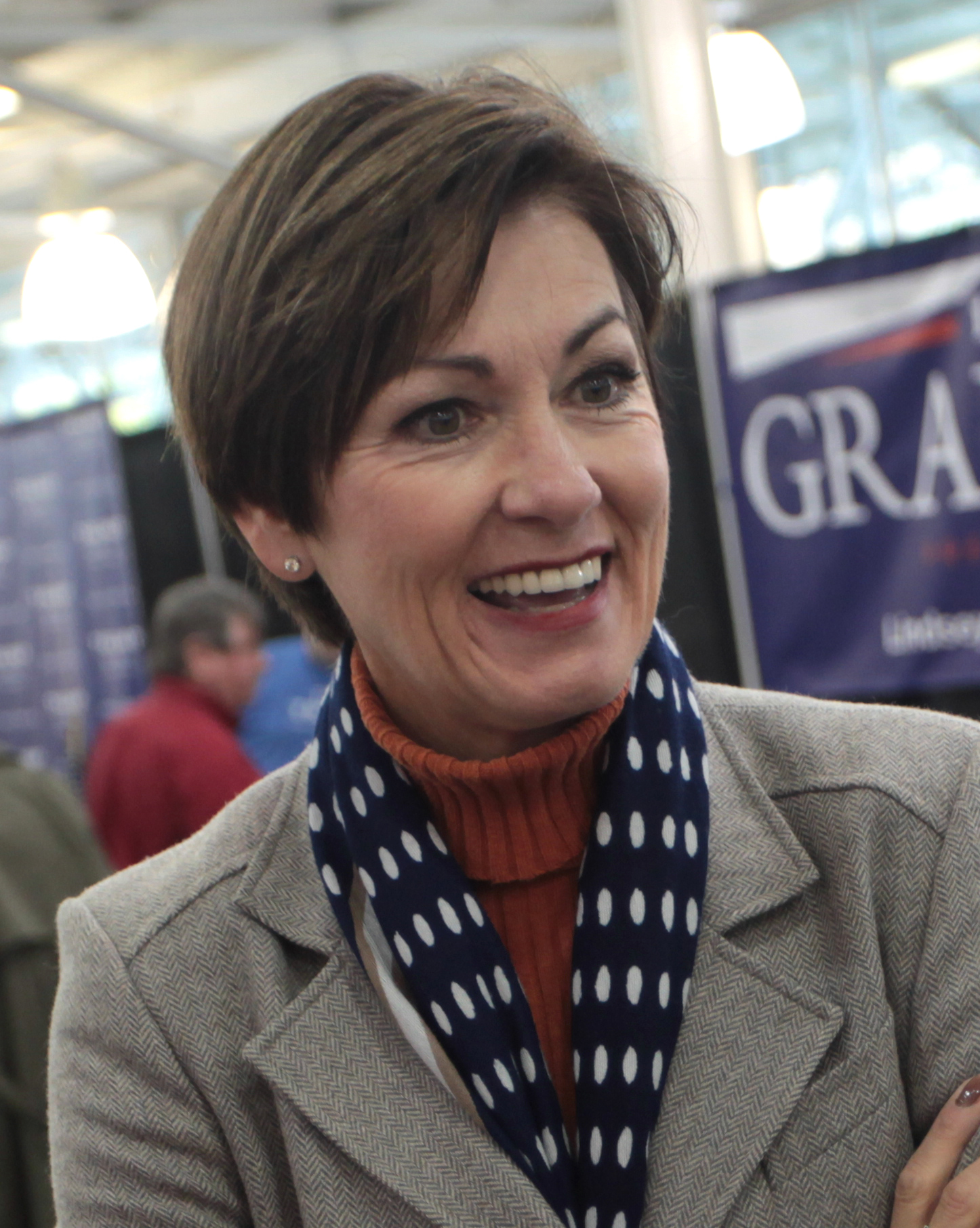
Kim Reynolds (2015)

Kim Reynolds (* 4. August 1959 in Truro, Madison County, Iowa als Kimberly Kay Strawn) ist eine US-amerikanische Politikerin. Seit dem 24. Mai 2017 ist sie Gouverneurin des Bundesstaates Iowa. Sie ist die erste Frau, die dieses Amt ausübt.

## Werdegang
Sie besuchte die Business Administration and Marketing School an der Northwest Missouri State University und das Southwestern Community College, arbeitete als Apothekerin und schlug dann als Mitglied der Republikanischen Partei eine politische Laufbahn ein. Für vier Amtszeiten übte sie das Amt des Kämmerers im Clarke County aus. Sie gehörte dem Department of Motorvehicles an und war von 1996 bis 2001 Mitglied im Vorstand des Rentensystems ihres Staates. Von 2008 bis 2010 saß sie im Senat von Iowa. Dort war sie Mitglied in fünf Ausschüssen und einem Unterausschuss.
2010 wurde Reynolds an der Seite von Terry E. Branstad zur Vizegouverneurin von Iowa gewählt. Dieses Amt trat sie im Jahr 2011 an. Dabei war sie Stellvertreterin des Gouverneurs. Im Jahr 2012 übte sie das Amt des Secretary auf der Republican National Convention aus. 2014 wurden sowohl der Gouverneur als auch seine Stellvertreterin wiedergewählt. Am 24. Mai 2017 rückte sie in das Gouverneursamt auf, nachdem Terry Branstad von Präsident Donald Trump zum Botschafter der Vereinigten Staaten in der Volksrepublik China ernannt worden war.
Bei Joe Bidens erster State of the Union Address am 1. März 2022 hielt Reynolds die republikanische Gegenrede.
Seit 1982 ist sie mit Kevin Reynolds verheiratet, mit dem sie drei Kinder hat.